# Dikbekzaadkraker
De dikbekzaadkraker (Sporophila crassirostris synoniem: Oryzoborus crassirostris) of twatwa is een vogelsoort uit de familie Thraupidae (tangaren).

## Verspreiding en leefgebied
De soort telt twee ondersoorten:
- S. c. occidentalis: van westelijk Colombia tot zuidwestelijk Ecuador.
- S. c. crassirostris: van oostelijk Colombia, Venezuela, de Guyana's zuidwaarts tot noordoostelijk Peru en westelijk en noordelijk Brazilië.

Hij leeft in moerassen en scrubland.

## Beeldgalerij

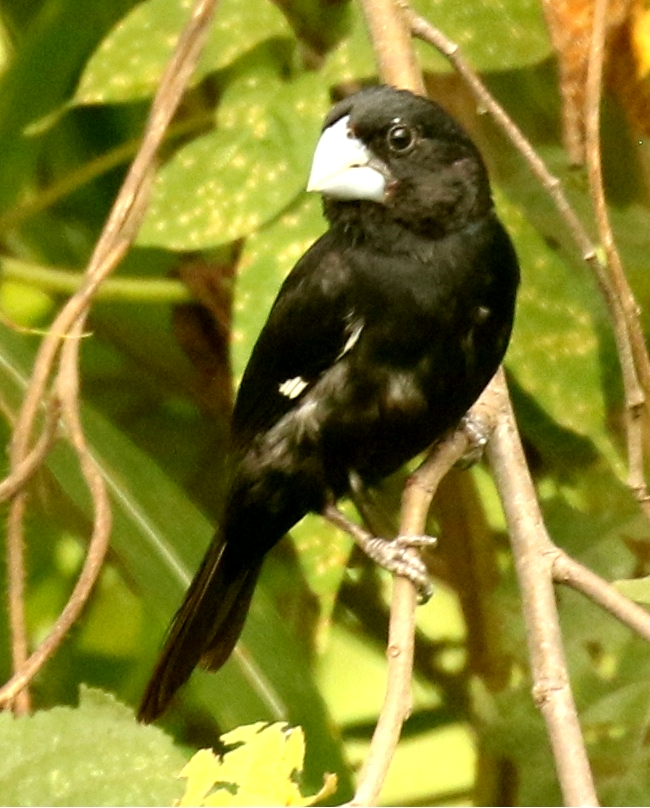
Mannetje
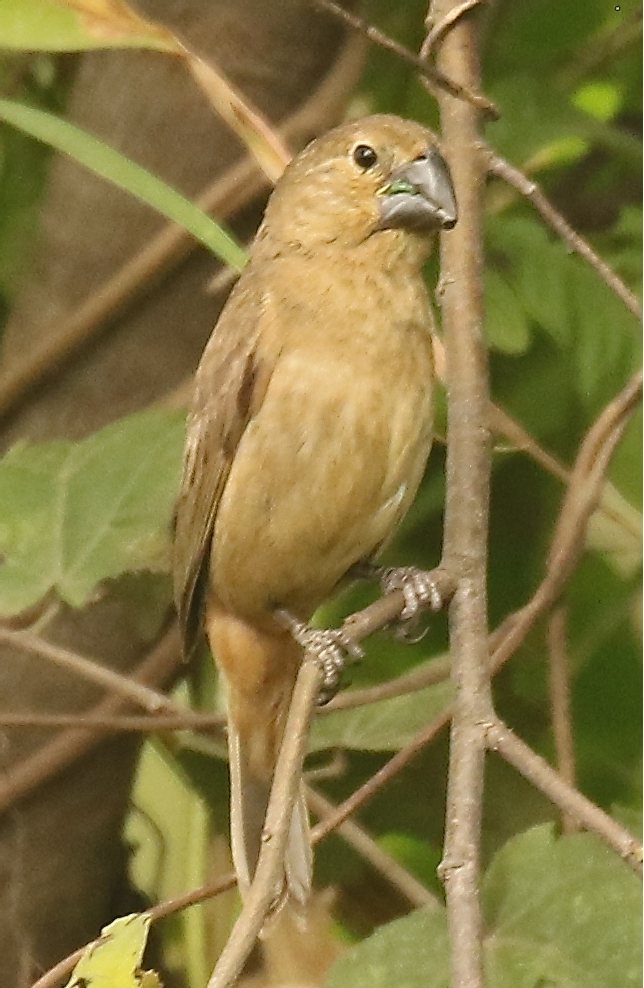
Wijfje
- Zang